# Alberto Sabbatini
Alberto Sabbatini (Roma, 8 dicembre 1958) è un giornalista italiano specializzato nel settore automobilistico. Direttore del settimanale Autosprint dal 2001 al 2003 e dal 2007 al 2016 e del mensile Auto dal 2009 al 2017, con i quali continua a collaborare, è attualmente vicepresidente della giuria del premio internazionale Auto dell'anno (Car of the year).

## Biografia

### Gli inizi
Nasce a Roma nel 1958, figlio del giornalista Marcello Sabbatini, che gli trasmise fin dalla tenera età la passione per gli sport motoristici.
A 19 anni prende la licenza per correre nel motocross e, vista la sua passione per le due ruote, nel 1979 viene assunto come giornalista dal settimanale Motosprint, per il quale segue il Motomondiale. Nei primi anni '80 segue il padre al settimanale Rombo, dove continua ad occuparsi del mondo delle due ruote, iniziando a seguire dal 1984 anche la Formula Uno e, come inviato e fotografo, le edizioni 1985 e 1986 della Parigi-Dakar.
A settembre 1986 diventa redattore capo di Rombo, e nel 1988 abbandona le due ruote per seguire la Formula Uno a tempo pieno. 
Nel 1989 passa al quotidiano Corriere della Sera, dove cura l'inserto Corriere Motori; successivamente passa all'altro quotidiano del gruppo Rizzoli, la Gazzetta dello Sport, dove continua a seguire la Formula Uno, affiancando lo storico inviato Pino Allievi.
Nel 1992 gli viene proposta la direzione di Rombo, che l'imprenditore bolognese Alfredo Cazzola, organizzatore del Motor Show di Bologna ha appena rilevato e vuole rilanciare. Il suo ritorno al settimanale motoristico, ora denominato Rombo - Auto&Sport, coincide con l'epoca in cui la Formula Uno è segnata dal tragico avvenimento della morte di Ayrton Senna. Proprio in quest'occasione, la rivista farà il suo scoop più grande, pubblicando la riproduzione della telemetria della Williams guidata dal pilota brasiliano nei secondi determinanti dell'incidente.

### Conti Editore
Nel 1995 Sabbatini passa alla casa editrice Conti Editore, come vicedirettore di un supplemento motoristico illustrato per il quotidiano Corriere dello Sport dl nome Sprint, successivamente alternandosi con ruoli direzionali nelle varie testate del gruppo. Nel marzo 1999 approda al settimanale Autosprint, divenendo in seguito condirettore, poi direttore responsabile dal 2001. Nel 2003 passa alla direzione del mensile AM, un supplemento del quotidiano Corriere dello Sport. Nel 2007 gli viene nuovamente affidata la direzione del settimanale Autosprint, che reggerà per quasi nove anni.
Durante questo periodo di crisi dell'editoria cartacea, si trova a gestire i difficili cambiamenti nel mondo editoriale, dando vita a numerose iniziative, come la creazione dei siti web e della versione digitale del giornale su iPad ed il rilancio dei Caschi d'Oro, l'annuale cerimonia di premiazione dei campioni automobilistici da parte di Autosprint, creata negli anni '60 dal padre Marcello.

In questi anni si distingue anche per la partecipazione, come pilota-inviato, a diverse gare di campionati automobilistici minori.
Dal 2009 dirige contemporaneamente anche il mensile specializzato Auto, rilanciandone la sezione delle prove su strada strumentali.
Nel 2013 entra a far parte della giuria che assegna il premio internazionale Auto dell'anno (Car of the year), considerato il più importante riconoscimento internazionale assegnato nell'industria automobilistica. Esiste dal 1964 è organizzato da sette riviste europee (fra cui Auto per l'Italia) ed è assegnato una giuria di 60 giornalisti europei specializzati in automobilismo che ogni anno si riunisce, giudica e premia la migliore automobile nuova lanciata sul mercato. Nel 2018 diviene vicepresidente della giuria.
Nel 2016 Sabbatini decide, d'intesa con l'Editore, di lasciare la direzione attiva di entrambi i giornali. Continua tuttavia la collaborazione con le testate, con il ruolo di editorialista per Autosprint e collaudatore per Auto. Coordina anche il neocostituito Centro Prove Auto, struttura che svolge ogni mese le prove strumentali delle nuove vetture da pubblicare sul mensile.